# Trois chambres à Manhattan
Trois chambres à Manhattan is een Franse dramafilm uit 1965 onder regie van Marcel Carné. Het scenario is gebaseerd op de gelijknamige roman uit 1946 van de Belgische auteur Georges Simenon.

## Verhaal
De jonge Franse acteur François Combe verhuist naar de New York om er voor de televisie te gaan werken. Hij leert Kay Larsi kennen en zij trekt al vlug in bij François. Hij begint echter twijfels te krijgen over hun relatie, als hij erachter komt dat Kay niet alleen de vrouw is van een diplomaat, maar ook een rijke gravin die ervandoor was gegaan met een gigolo. Dan vertelt Kay dat ze naar Mexico gaat om haar zieke dochter te bezoeken.

## Rolverdeling
| Acteur          | Personage                            |
| --------------- | ------------------------------------ |
| Annie Girardot  | Kay Larsi                            |
| Maurice Ronet   | François Combe                       |
| O.E. Hasse      | Hourvitch                            |
| Roland Lesaffre | Pierre                               |
| Margaret Nolan  | June                                 |
| Virginia Vee    | Zwarte zangeres                      |
| Geneviève Page  | Yolande Combe, de vrouw van François |